# 胡彬
胡彬（1973年—），中国前男子游泳运动员，专项为短距离自由泳。他曾在1993年国际泳联世界短池游泳锦标赛中获得50米自由泳银牌，但在1994年亚洲运动会上被查出服用兴奋剂，遭禁赛2年。